# Chính thống giáo Hy Lạp
Chính thống giáo Hy Lạp thường đề cập tới những giáo hội Chính thống giáo mà phụng vụ được cử hành bằng tiếng Hy Lạp Koine, ngôn ngữ gốc của Kinh Thánh Tân Ước, chia sẻ chung lịch sử, truyền thống và thần học bắt nguồn từ các Giáo Phụ tiên khởi và văn hóa của Đế quốc Đông La Mã (Byzantium). 
Theo nghĩa rộng hơn, về mặt lịch sử, thuật từ Chính thống giáo Hy Lạp áp dụng cho toàn thể Chính thống giáo Đông phương nói chung, do từ Hy Lạp đề cập tới di sản của Đế quốc Đông La Mã. Ban đầu, hầu hết mọi phát triển của Chính thống giáo đều diễn ra tại Đế quốc và vùng ảnh hưởng của nó, nơi mà tiếng Hy Lạp là ngôn ngữ chủ đạo (xem Đông phương Hy Lạp và Tây phương Latinh). Do vậy trong Kitô giáo Chalcedon, Đông phương được biết đến là Chính thống giáo Hy Lạp, tương ứng với Tây phương được gọi là Công giáo La Mã. Tuy nhiên, từ sớm nhất là vào thế kỷ 10, các giáo hội như Gruzia, România, Nga và các giáo hội Slavơ khác không còn dùng tên gọi "Hy Lạp" nữa do cảm thức dân tộc chủ nghĩa của dân chúng. Do vậy mà ngày nay, chỉ những giáo hội có mối liên hệ chặt chẽ với văn hóa Hy Lạp hay Byzantium mới được gọi là "Chính thống giáo Hy Lạp".

## Các giáo hội
Thuật từ Chính thống giáo Hy Lạp được áp dụng cho các giáo hội sau:
- Bốn Giáo khu Thượng phụ cổ đại:
  - Giáo khu Thượng phụ Đại kết thành Constantinopolis
    - Tổng giáo phận Crete (bán tự trị)
    - Tổng giáo phận Chính thống giáo Hy Lạp Thyateira và Anh Quốc
    - Tổng giáo phận Chính thống giáo Hy Lạp Italia
    - Tổng giáo phận Chính thống giáo Hy Lạp Mỹ
    - Tổng giáo phận Chính thống giáo Hy Lạp Úc
    - Tổng giáo phận Chính thống giáo Hy Lạp Canada

  - Giáo hội Chính thống giáo Hy Lạp thành Alexandria
  - Giáo hội Chính thống giáo Hy Lạp thành Antiochia
  - Giáo hội Chính thống giáo Hy Lạp thành Jerusalem
    - Giáo hội Sinai (tự trị)
- Các giáo hội tự chủ:
  - Giáo hội Hy Lạp
  - Giáo hội Síp
  - Giáo hội Chính thống giáo Albania

## Thư viện ảnh

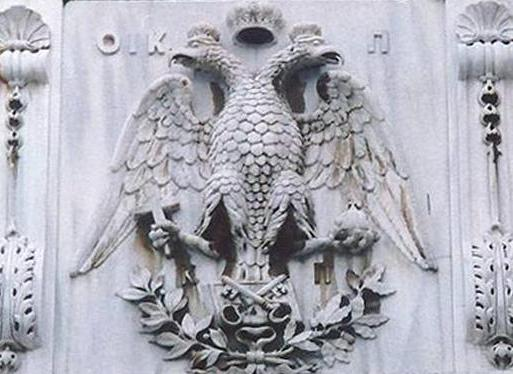
Seal of the Ecumenical Patriarchate of Constantinople
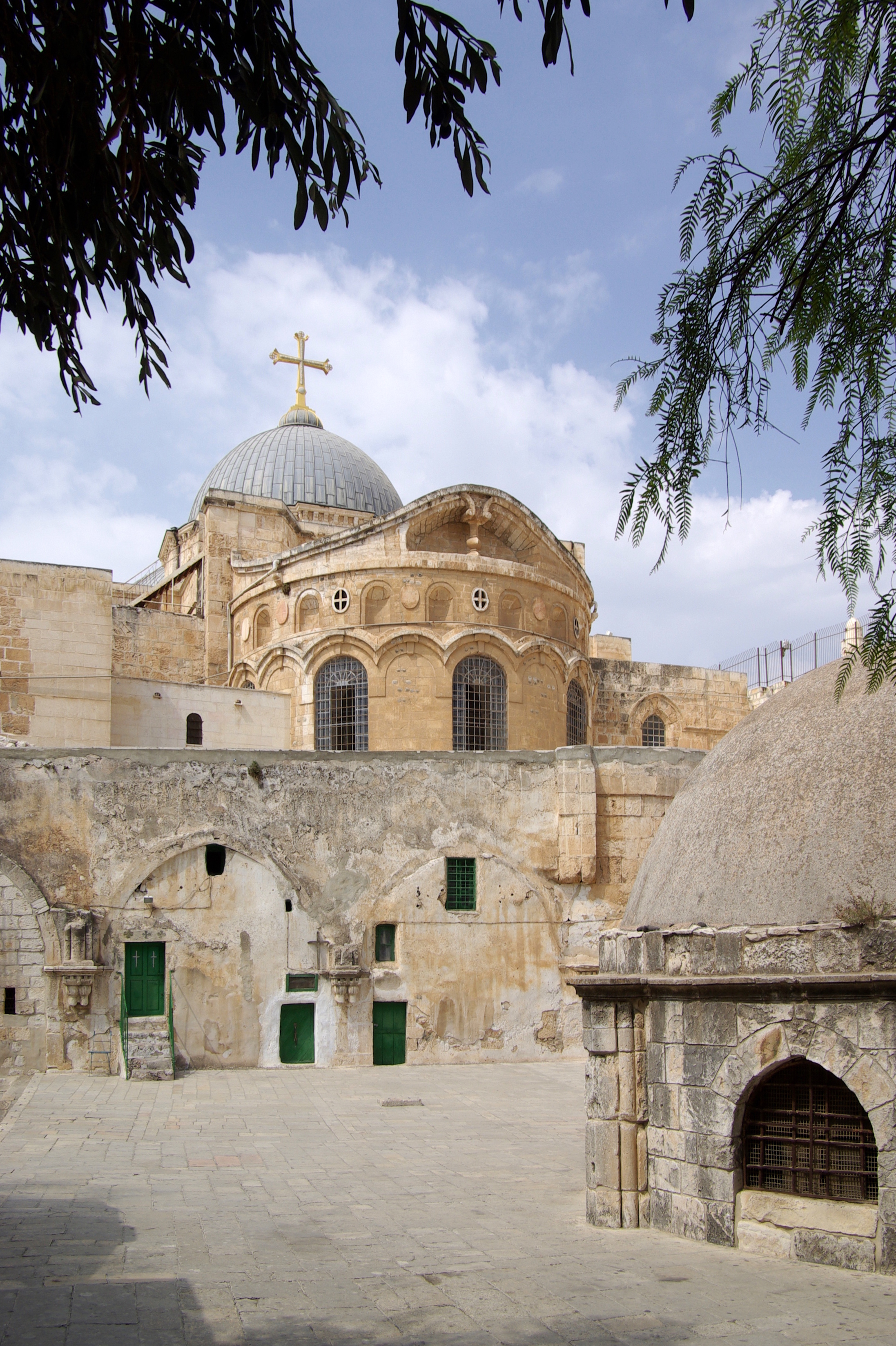
Nhà thờ Mộ Thánh, Jerusalem
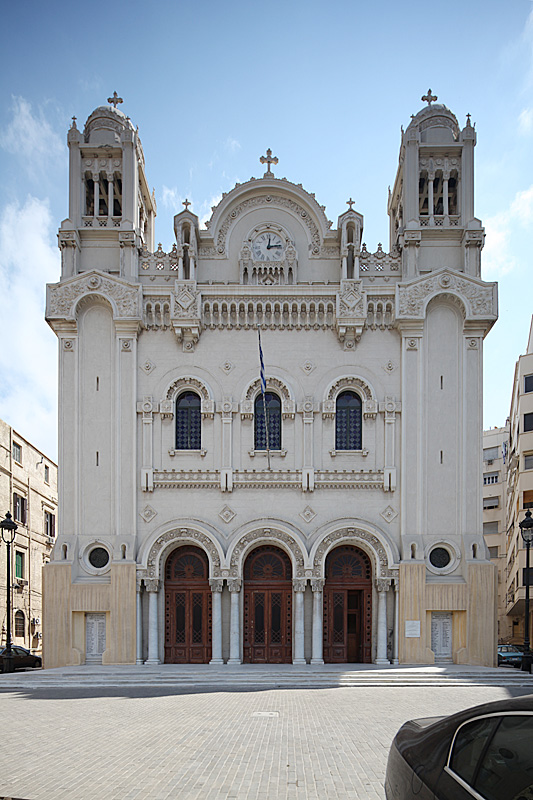
Cathedral of Evangelismos tại Alexandria
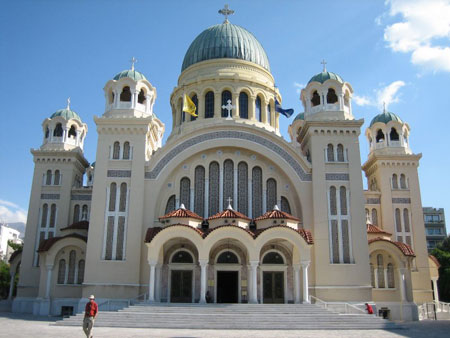
St Andrew's Cathedral, Patras
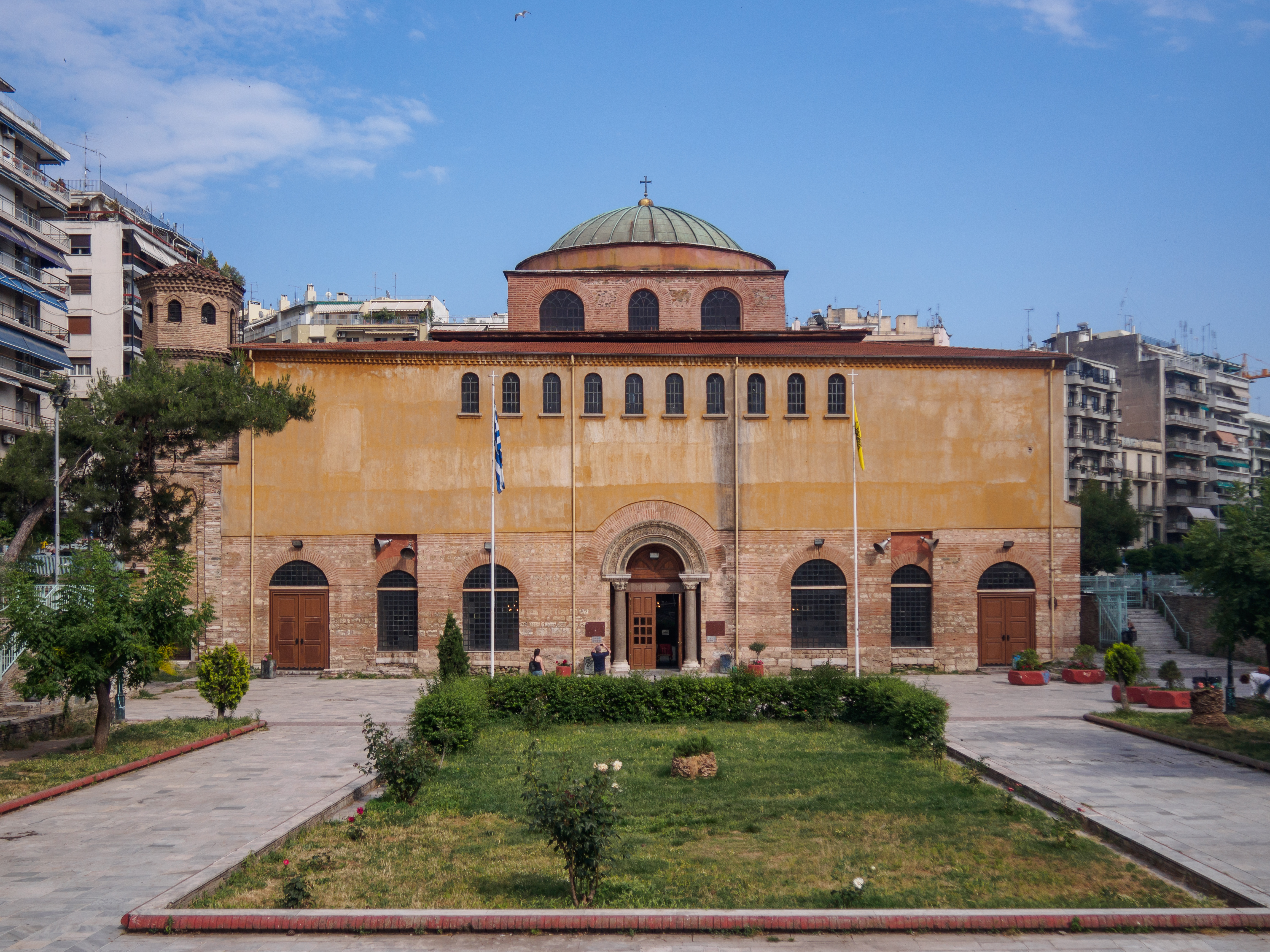
Hagia Sophia, Thessaloniki
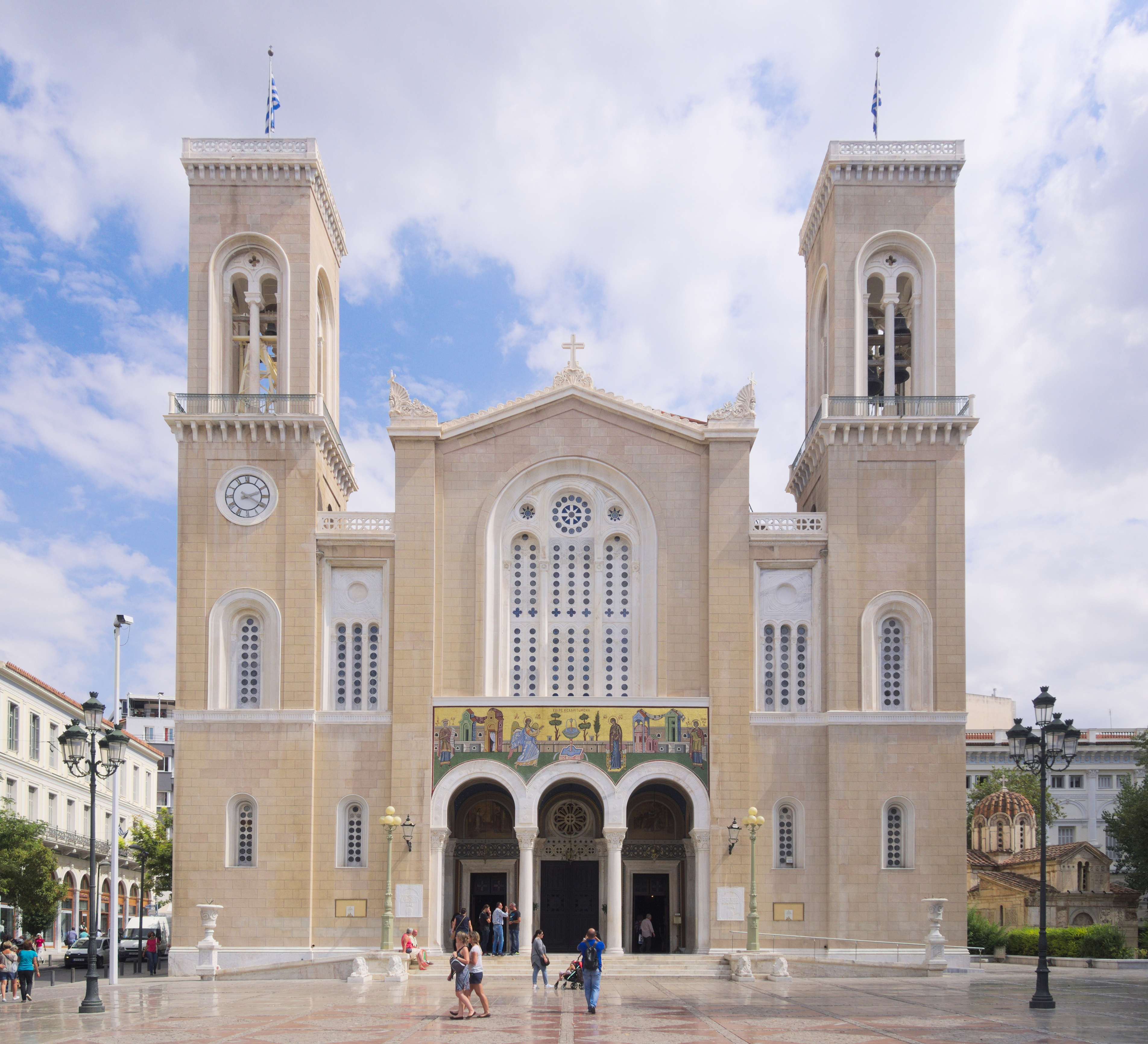
Metropolitan Cathedral of Athens
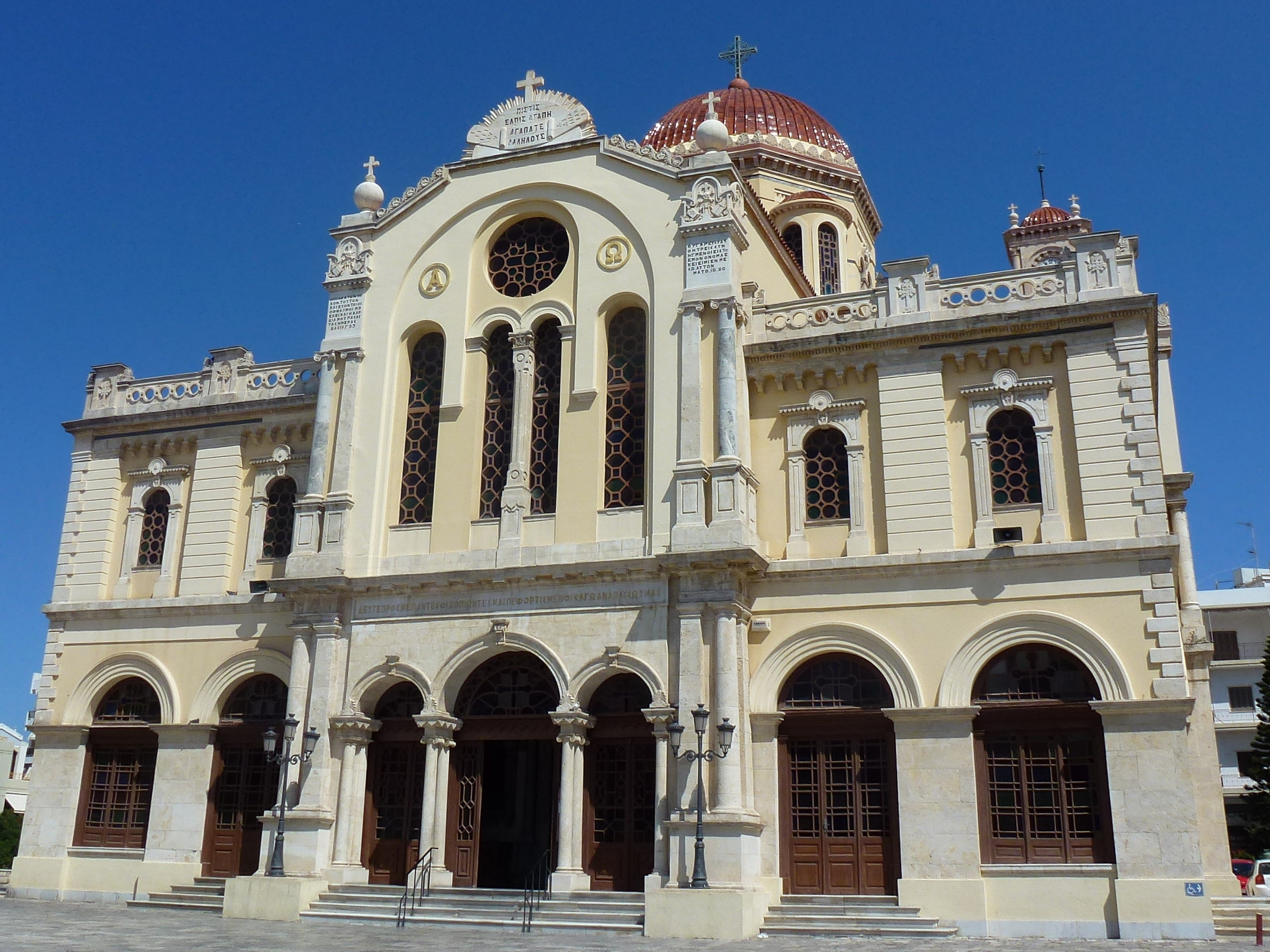
Agios Minas Cathedral, Heraklion
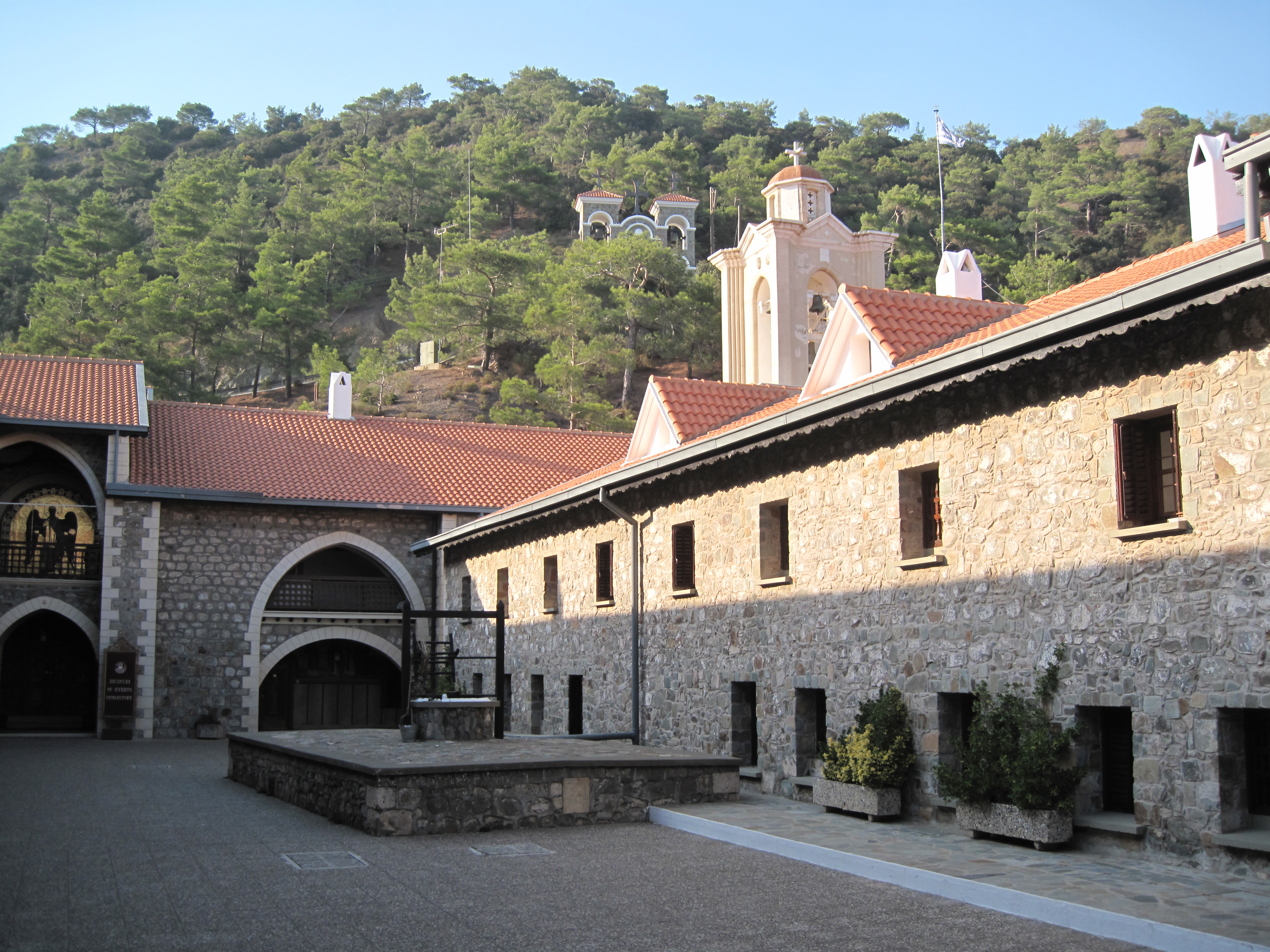
Tu viện Kykkos, Síp
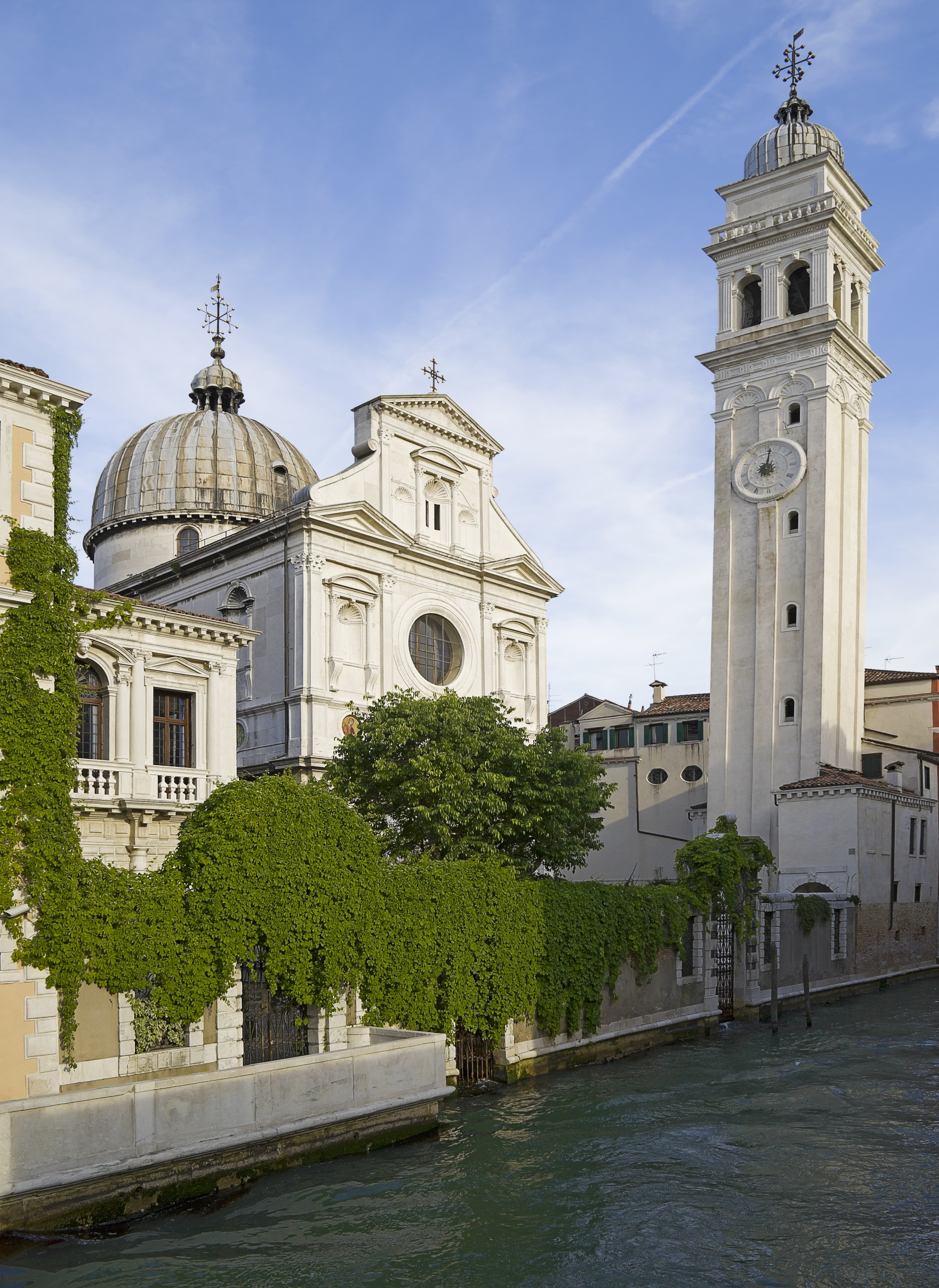
Chiesa di St Giorgio dei Greci tại Venice (1548)
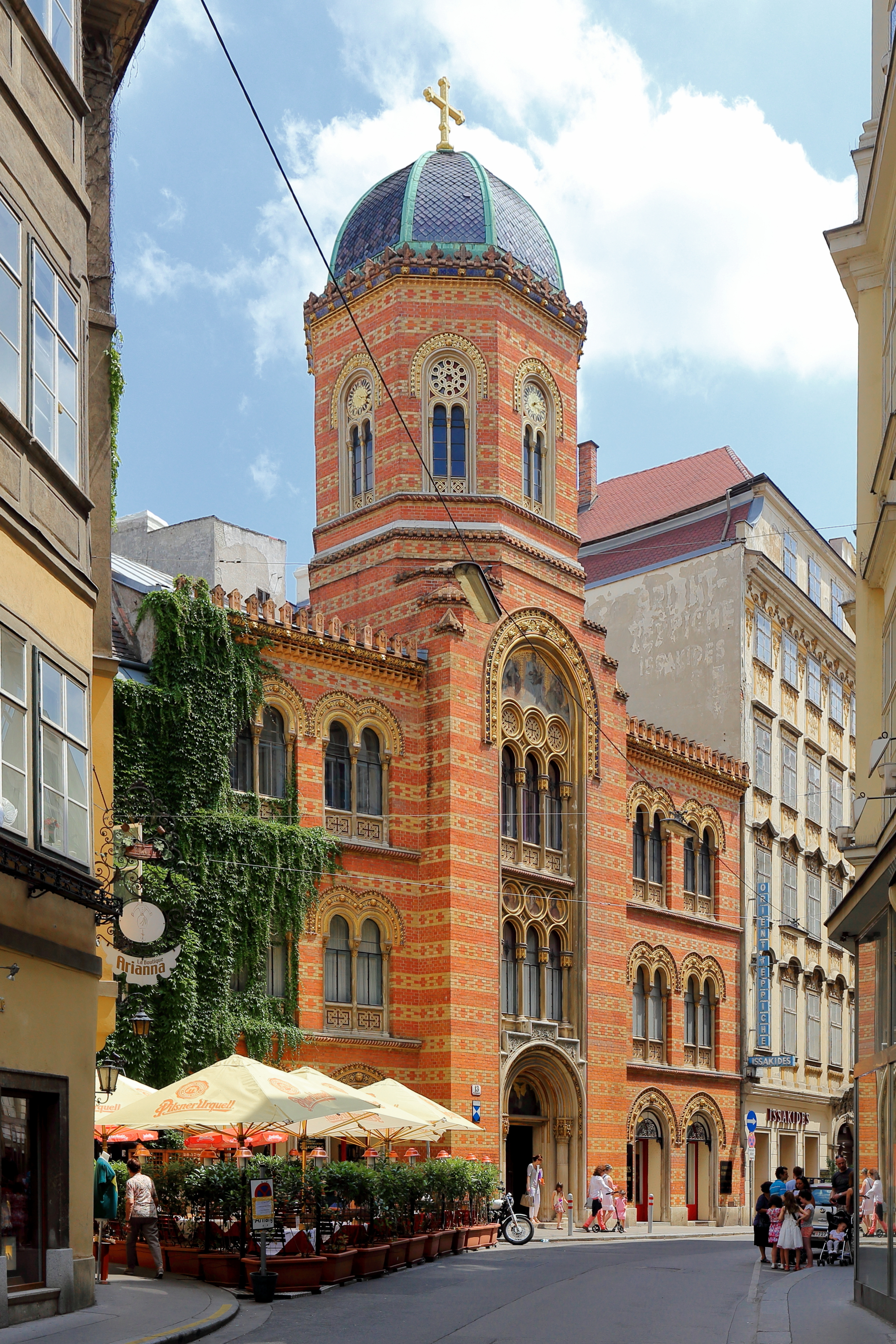
Holy Trinity Greek Orthodox Church, Vienna, do Theophil Hansen thiết kế năm 1856
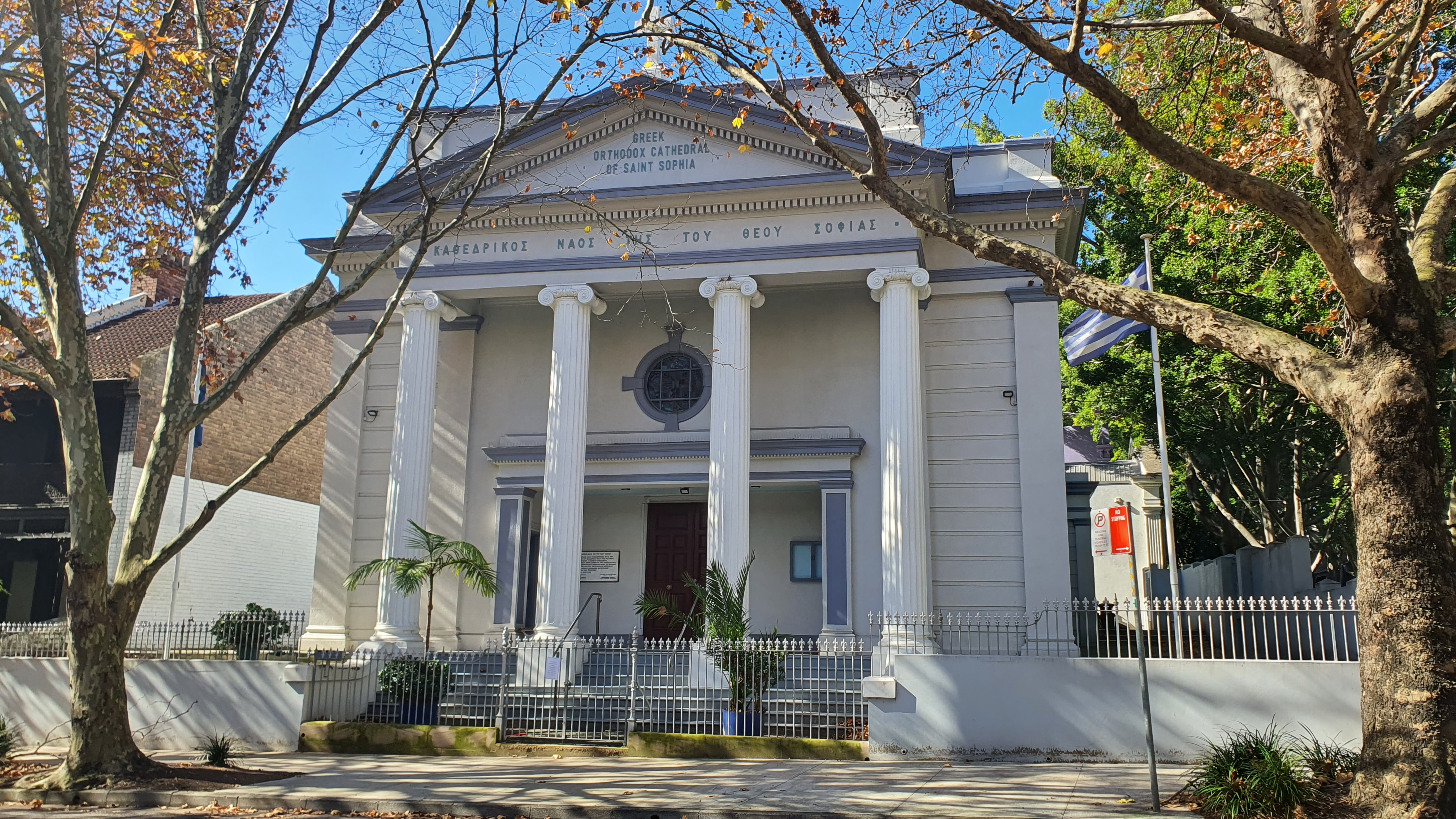
Cathedral of St Sophia (1925), Sydney, Australia
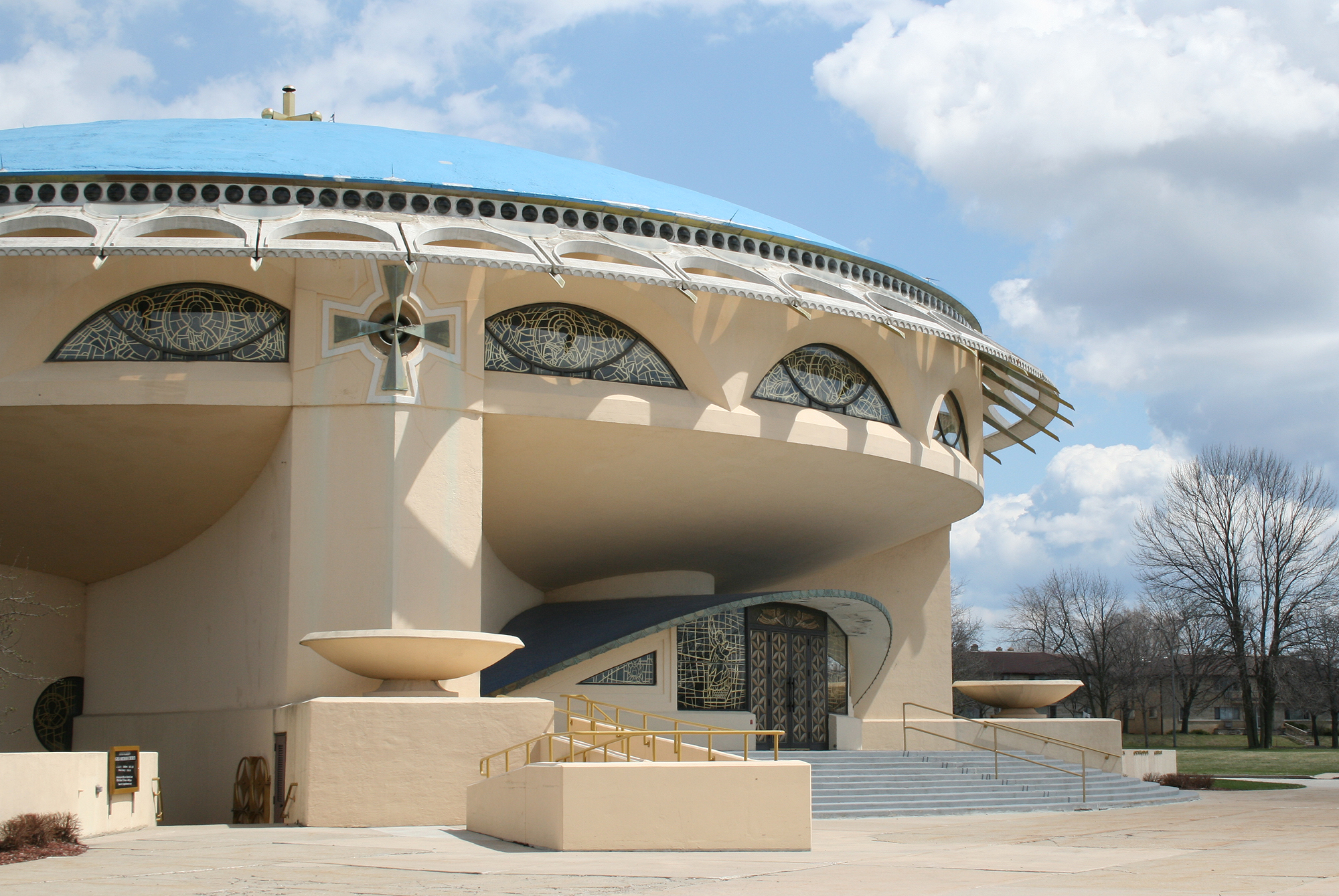
Church of the Annunciation in Wauwatosa, do Frank Lloyd Wright thiết kế
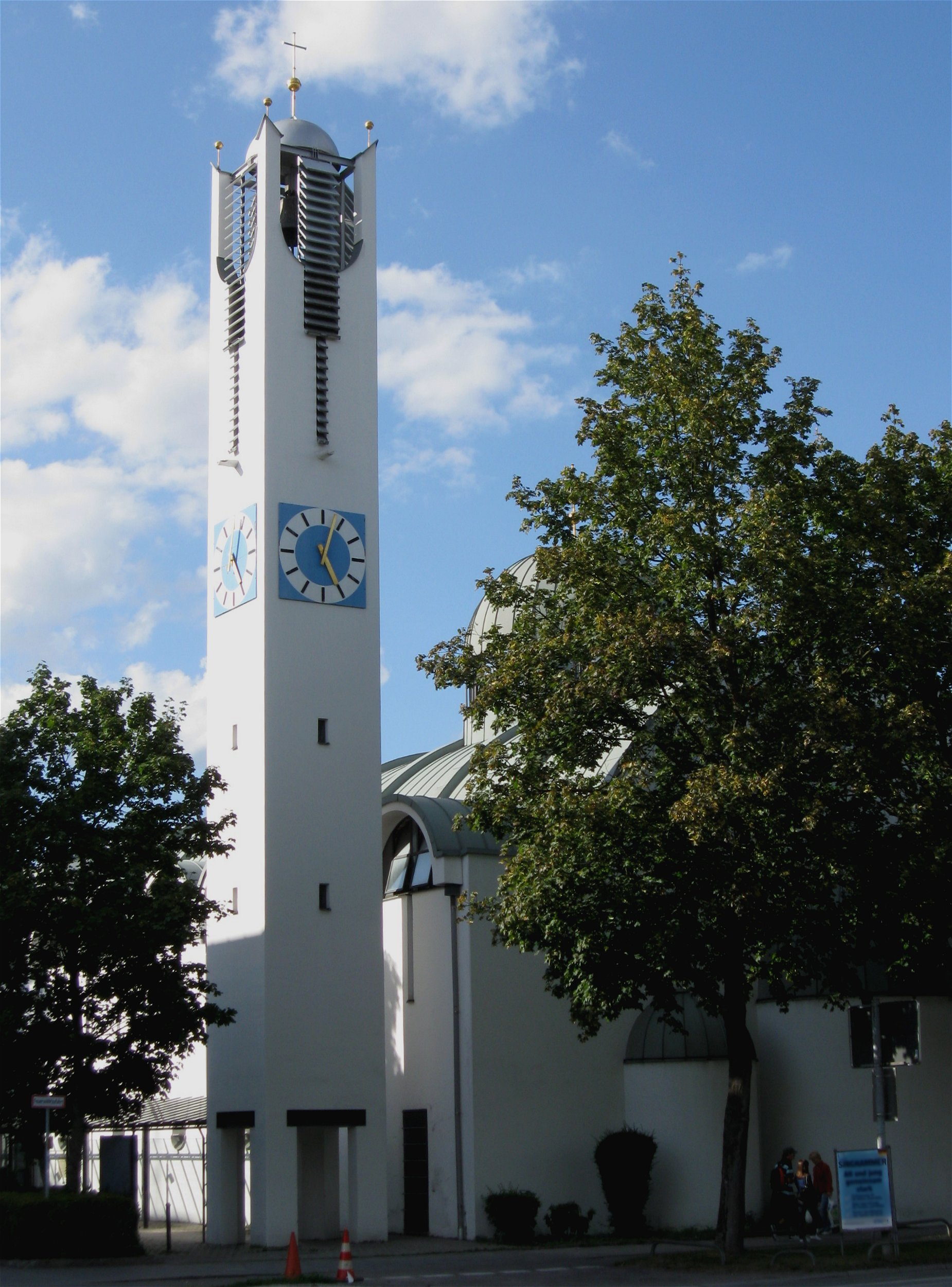
Allerheiligenkirche in Munich (1995)